# Geoffrey Stephenson
Geoffrey Stephenson (1979) è un ex sciatore alpino statunitense.

## Biografia
Attivo dal gennaio del 1995, in Nor-Am Cup Stephenson esordì il 1º marzo dello stesso anno a Vail in slalom gigante (40º), conquistò l'unica vittoria, nonché primo podio, il 26 febbraio 2000 a Snowbasin in discesa libera, ottenne l'ultimo podio il 9 dicembre 2001 a Lake Louise nella medesima specialità (2º) e prese per l'ultima volta il via il 24 febbraio 2002 a Le Massif in supergigante (12º). Si ritirò al termine di quella stessa stagione 2001-2002 e la sua ultima gara fu lo slalom gigante dei Campionati statunitensi 2002, disputato il 19 marzo a Squaw Valley e chiuso da Stephenson al 34º posto; non debuttò in Coppa del Mondo né prese parte a rassegne olimpiche o iridate.

## Palmarès

### Nor-Am Cup
- Miglior piazzamento in classifica generale: 7º nel 2000
- 4 podi:
  - 1 vittoria
  - 1 secondo posto
  - 2 terzi posti

#### Nor-Am Cup - vittorie
| Data             | Località  | Paese       | Specialità |
| ---------------- | --------- | ----------- | ---------- |
| 26 febbraio 2000 | Snowbasin | Stati Uniti | DH         |

Legenda:

DH = discesa libera